# Hörby (đô thị)
Đô thị Hörby (tiếng Thụy Điển: Hörby kommun) là một đô thị ở hạt Skåne của Thụy Điển. Thủ phủ là thị xã Hörby. Dân số thời điểm 31 tháng 12 năm 2000 là 13742 người.